# Kapustino (Kaliningrad)
Kapustino (russisch Капустино, deutsch Lenkutschen, 1938–1945 Schleifenau, litauisch Lenkučiai) ist ein Ort in der russischen Oblast Kaliningrad. Er gehört zur kommunalen Selbstverwaltungseinheit Stadtkreis Tschernjachowsk im Rajon Tschernjachowsk.

## Geographische Lage
Kapustino liegt 13 Kilometer südlich der Stadt Tschernjachowsk (Insterburg) an der Kommunalstraße 27K-162 von Swoboda (Jänischken/Jänichen) nach Nowostrojewo (Trempen). Bis 1945 war der Ort Bahnstation an der Bahnstrecke Insterburg–Trempen der Insterburger Kleinbahnen, die nicht mehr in Betrieb ist.

## Geschichte
Bei dem seinerzeit Lenkutschen genannten Dorf handelte es sich um verstreute große und kleine Höfe. Im Jahre 1874 wurde es in den neu errichteten Amtsbezirk Schwirbeln (1938–1946: Güldenau, heute nicht mehr existent) integriert, der bis 1945 zum Kreis Insterburg im Regierungsbezirk Gumbinnen der preußischen Provinz Ostpreußen gehörte. Im Jahre 1910 zählte Lenkutschen 70 Einwohner.
Am 30. September 1928 vergrößerte sich die Landgemeinde Lenkutschen um den Gutsbezirk Blockinnen (1938–1945: Blocken, heute russisch: Otradnoje), der eingemeindet wurde. Die Einwohnerzahlen belaufen sich 1933 auf 190 und 1939 auf 159. Am 3. Juni 1938 wurde Lenkutschen – mit amtlicher Bestätigung vom 16. Juli 1938 – in „Schleifenau“ umbenannt.
In Kriegsfolge kam der Ort 1945 mit dem nördlichen Ostpreußen zur Sowjetunion. 1950 erhielt er die russische Bezeichnung Kapustino und wurde dem Dorfsowjet Swobodnenski selski Sowet im Rajon Tschernjachowsk zugeordnet. Von 2008 bis 2015 gehörte Kapustino zur Landgemeinde Swobodnenskoje selskoje posselenije und seither zum Stadtkreis Tschernjachowsk.

## Kirche
Mit überwiegend evangelischer Bevölkerung gehörte Lenkutschen resp. Schleifenau vor 1945 zum Kirchspiel der Kirche Didlacken (1938–1946: Dittlacken, heute russisch: Telmanowo) im Kirchenkreis Insterburg in der Kirchenprovinz Ostpreußen der Kirche der Altpreußischen Union. Heute liegt Kapustino im Einzugsbereich der evangelisch-lutherischen Gemeinde in Tschernjachowsk (Insterburg), Pfarrsitz für die Kirchenregion Tschernjachowsk in der Propstei Kaliningrad der Evangelisch-lutherischen Kirche Europäisches Russland.